# Zapus hudsonius
Zapus hudsonius (Запода гудзонський) — вид ссавців з надряду гризунів родини стрибакові (Dipodidae).

## Поширення
Країни поширення: Канада (Альберта, Британська Колумбія, Лабрадор, Манітоба, Нью-Брансвік, Північно-Західні території, Нова Шотландія, Нунавут, Онтаріо, принца Едуарда I, Квебек, Саскачеван, Юкон), США (Алабама, Аляска, Аризона, Арканзас, Колорадо, Коннектикут , Делавер, окрузі Колумбія, Джорджія, Іллінойс, Індіана, Айова, Канзас, Кентуккі, Мен, Меріленд, Массачусетс, Мічиган, Міннесота, Міссісіпі, Міссурі, Монтана, Небраска, Нью-Гемпшир, Нью-Джерсі, Нью-Мексико, Нью-Йорк, Північна Кароліна, Північна Дакота, Огайо, Оклахома, Пенсильванія, Род-Айленд, Південна Кароліна, Південна Дакота, Теннессі, Вермонт, Вірджинія, Західна Вірджинія, Вісконсин, Вайомінг). Знаходиться на трав'янистих полях, густій прибережній рослинності і лісистій місцевості. Воліє проживати на територіях з високою вологістю.

## Життя
Раціон залежить від пори року, комахи домінують на початку весни, насіння та фрукти влітку і гриби, особливо роду Endogone — пізнім літом і восени.
Розмноження відбувається з квітня до початку вересня, з піком у червні-серпні. Вагітність триває 17-20 днів. Приплід розміром 2-9 (в середньому 4-6), окремі самиці можуть давати до 2-3 приплодів на рік. Тривалість життя 2-3 роки. Сплячка відбувається з вересня / жовтня по квітень / травень. Підготовка до сплячки починається приблизно на початку вересня і тварина накопичує близько шести грамів додаткового жиру в організмі.

## Морфологічні особливості
Загальна довжина: 180—240 мм, хвіст 108—165 мм, задні ступні 28—35 мм, вуха 12-19 мм, вага 11—24 гр, перед сплячкою 35 грам і більше. Зубна формула: 1/1, 0/0, 1/0, 3/3, загалом 18 зубів.
Це малий гризун з великими задніми ступнями і довгим хвостом. Боки жовтувато-оливково-коричневі з темними кінчиками покривного волосся. Широка коричнева смуга йде вздовж спини від носа до хвоста. Низ, включаючи ноги, білий. Часто сидить на довгих задніх ступнях, маніпулюючи їжею передніми лапами.